# Bolmörtsjordloppa
Bolmörtsjordloppa (Psylliodes hyoscyami) är en skalbaggsart som först beskrevs av Carl von Linné 1758.  Bolmörtsjordloppa ingår i släktet Psylliodes, och familjen bladbaggar. Enligt den finländska rödlistan är arten nationellt utdöd i Finland. Enligt den svenska rödlistan är arten starkt hotad i Sverige. Arten förekommer på Gotland och Öland. Arten har tidigare förekommit i Götaland och Svealand men är numera lokalt utdöd. Artens livsmiljö är ruderatmarker, vägrenar och banvallar.